# Firmiana
|  | Per a altres significats, vegeu «Firmiana (gènere)». |

La firmiana o para-sol de la Xina (Firmiana simplex (L.) W.Wight, sinònims: Hibiscus simplex L., Firmiana platanifolia (L.f.) Marsili, o Sterculia platanifolia L.f.) és una espècie d'arbre de fulla caduca originari de l'Àsia. Arriba a fer 12 m d'alt, les fulles són de disposició alterna de 30 cm i les flors blanquinoses i agrupades en panícules terminals. S'utilitza com arbre ornamental (també a Barcelona). La fusta es fa servir per a fer instruments musicals xinesos com els anomenats guqin i guzheng.